# Villennes-sur-Seine
Villennes-sur-Seine település Franciaországban, Yvelines megyében. Lakosainak száma 5792 fő (2022. január 1.). Villennes-sur-Seine Carrières-sous-Poissy, Médan, Orgeval, Poissy és Triel-sur-Seine községekkel határos.

## Népesség
A település népessége az elmúlt években az alábbi módon változott:
| Lakosok száma | 5127 | 5174 | 5396 | 5282 | 5331 | 5292 | 5476 | 5628 | 5792 |
|               | 2013 | 2015 | 2016 | 2017 | 2018 | 2019 | 2020 | 2021 | 2022 |